# Friedrich von Hahn

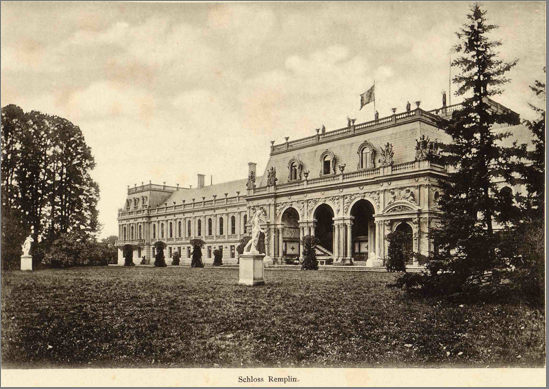
Antigua mansión de Remplin (actualmente solo se conserva el ala norte)

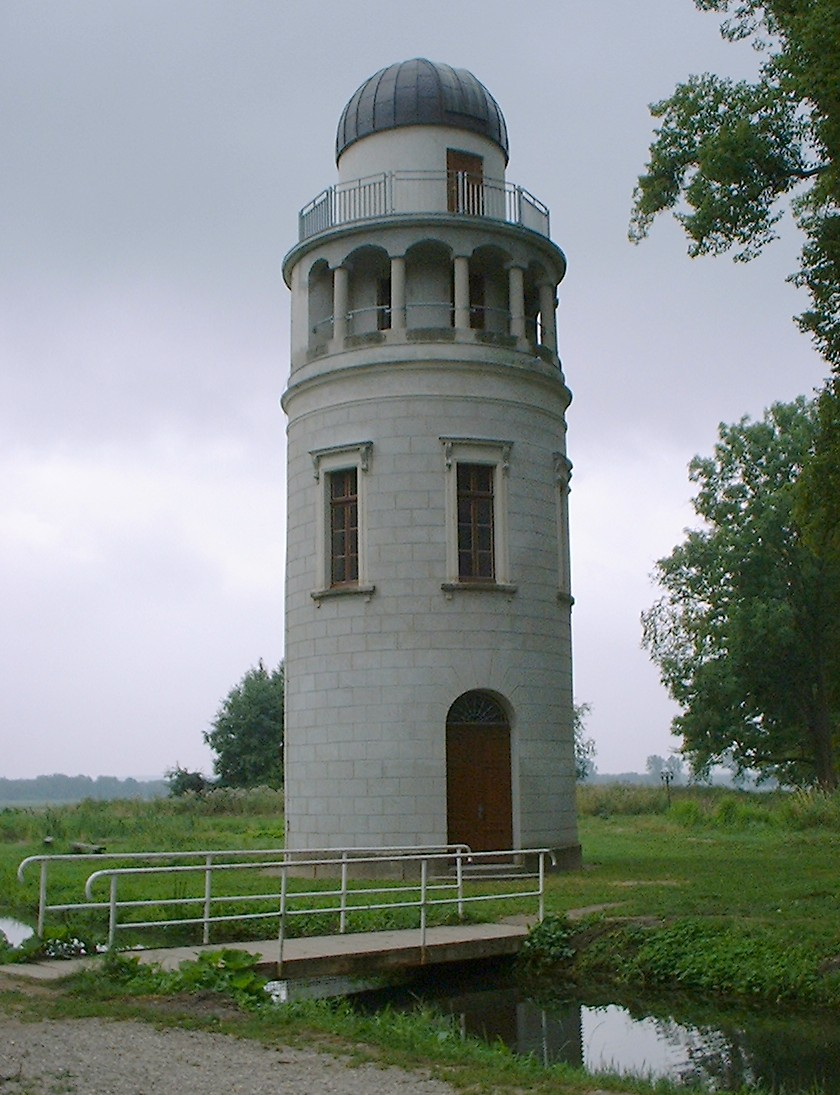
Torre reconstruida del Observatorio de Remplin

Friedrich II Graf von Hahn (27 de julio de 1742 - 9 de octubre de 1805) fue un filósofo y astrónomo alemán perteneciente a la nobleza. Sugirió la existencia del efecto Doppler antes de que fuera descrito por su descubridor.

## Semblanza
Von Hahn nació en Neuhaus, Holstein, miembro de una antigua familia de la alta nobleza terrateniente asentada en Mecklemburgo desde 1337. Entre 1760 y 1763 estudió ciencias naturales, matemáticas y astronomía en Kiel. Allí conoció al filósofo y literato Johann Gottfried Herder (1744-1803), con quien entabló una duradera amistad y a quien apoyó financieramente de forma generosa. Herder le dedicaría posteriormente su Oda "Orión".
Su padre falleció en 1772. Debido a que su hermano Ludwig Kay (1735-1759) murió en un duelo y a que su hermano Dethlev (1736-1809) fue incapacitado, Friedrich se convirtió en heredero y administrador único de las extensas propiedades de la familia. En 1779 además recibió el legado de otra línea familiar que se extinguió sin herederos directos, con muchos otros bienes en Mecklenburgo, incluyendo el Señorío de Stargard. Se estableció en Remplin, donde modernizó las prácticas agrícolas, construyó mansiones y levantó varias fábricas de vidrio. En los invernaderos que construyó en Remplin inició el cultivo de frutas y flores exóticas. Renovó las edificaciones de sus propiedades, incluyendo la modernización del Castillo y de la iglesia de Basedow; y la construcción de la torre de la iglesia en Bristow.
Hahn, humanista virtuoso y de naturaleza modesta, se consideraba en gran medida fuera de la vida pública y de los fastos de la corte. Exteriormente, se le describe como un hombre de baja estatura y un poco deforme. Llegó a ser muy apreciado entre sus trabajadores por haber establecido salarios uniformes y por haber incorporado escuelas en sus posesiones de Holstein. También creó una fundación para atender a mujeres necesitadas.
En sus primeros años, más preocupado por la filosofía, todavía no se había interesado a fondo por la ciencia. Mantuvo correspondencia con Herder, con el astrónomo Johann Elert Bode y con el Conde von Bernstorff. Además, promovió a jóvenes estudiosos y poetas, como Johann Hinrich Thomsen, además de financiar algunas actividades científicas. Moses Mendelssohn (1729-1786) lo describió como "el hombre más ingenioso que jamás había conocido".
En 1766 contrajo matrimonio con Wilhelmine Christiane von Both, con la que tuvo cinco hijos.
En 1793 inició la construcción de su propio observatorio privado, el primero de Mecklenburgo, y al que dotó de una instrumentación de primera línea. Poseía alguno de los espejos más grandes pulidos por William Herschel y medio centenar de instrumentos de precisión para determinar la posición de las estrellas. Comenzó a publicar sus observaciones en los anuarios del astrónomo Johann Elert Bode (1747-1826), contribuyendo a financiar la edición de su mapa de la luna. En 1800, descubrió la estrella central de la Nebulosa del Anillo en la constelación de Lyra. Otro astrónomo, Johann Heinrich von Mädler (1794-1874), designó con el nombre de Hahn al anillo de montañas que incluía en su mapa de la luna.
Murió en Remplin, Mecklemburgo. Después de su muerte, sus hijos Fernando (1779-1805) y Karl (1782-1857) continuaron la labor del conde, pero finalmente las propiedades fueron heredadas por su hijo menor, Karl von Hahn, padre de la escritora Ida Hahn-Hahn. Conocido como el "Conde del Teatro" por su afición a los escenarios, derrochó su fortuna y vendió todos los libros y los instrumentos del observatorio. Los mejores aparatos fueron comprados por Friedrich Bessel (1784-1846) para el nuevo observatorio de Königsberg. Uno de estos instrumentos se exhibe actualmente en el Deutsches Museum de Múnich. Su telescopio herscheliano fue adquirido en 1812 por el astrónomo napolitano, Federigo Zuccari, para el nuevo Observatorio Astronómico de Capodimonte de Nápoles. Ahora el  espejo de este telescopio es parte de la colección del Museo del Observatorio.

## Eponimia
- El cráter lunar Hahn lleva este nombre en su memoria, honor compartido con el físico nuclear alemán Otto Hahn (1879-1968).